# فلوريان كاينز
فلوريان كاينز (بالألمانية: Florian Kainz)‏ (24 أكتوبر 1992 غراتس النمسا - ) هو لاعب كرة قدم نمساوي، يلعب كلاعب وسط.

## وصلات خارجية
فلوريان كاينز على موقع الاتحاد الأوربي (الإنجليزية)
- فلوريان كاينز على موقع قاعدة بيانات كرة القدم.إي يو (الإنجليزية)
- فلوريان كاينز على موقع ناشيونال فوتبول تيمز (الإنجليزية)
- فلوريان كاينز على موقع Soccerway.com (الإنجليزية)
- فلوريان كاينز على موقع عالم كرة القدم.نت (الإنجليزية)
- فلوريان كاينز على موقع AS.com (الإسبانية)